# Victoria Spivey
Victoria Regina Spivey (* 15. Oktober 1906 in Houston, Texas; † 3. Oktober 1976 in New York City, New York) war eine US-amerikanische Blues-Sängerin, Pianospielerin und Komponistin.
Spiveys Vater hatte eine Band in Houston, Texas. Sehr früh schon spielte sie Klavier auf Partys, bald auch in Bars und Clubs, bisweilen mit so bekannten Blues-Größen wie Blind Lemon Jefferson.
1926 ging sie nach St. Louis, Missouri, wo sie mit dem Black Snake Blues ihre erste Aufnahme machte. Es folgten weitere Hits, bei denen sie von Stars wie Louis Armstrong, Lonnie Johnson und Henry „Red“ Allen begleitet wurde.
1929 spielte Spivey „Missy Rose“ in dem Musicalfilm Hallelujah (Regie: King Vidor) und nahm mit J. C. Higginbotham und George „Pops“ Foster auf. In den 1930ern und 1940er Jahren war sie als Schauspielerin und in Bühnenshows erfolgreich. Oft trat sie zusammen mit ihrem Ehemann, dem Vaudeville-Tänzer Billy Adams, auf.
1951 zog Spivey sich von der Bühne zurück und leitete einen Kirchenchor. Im Zuge des Blues-Revivals der 1960er hatte sie ein Comeback. Mit Len Kunstadt gründete sie die Plattenfirma „Spivey Records“. Sie machte Aufnahmen mit ihren Freundinnen Sippie Wallace, Lucille Hegamin und Hannah Sylvester, aber auch mit jungen Künstlern wie Luther Johnson, Sugar Blue und Bob Dylan. 1973 trat sie mit Roosevelt Sykes beim „Ann Arbor Blues & Jazz Festival“ auf.

## Diskographie
- 1961  Woman Blues!   Bluesville/Original Blues Classics
- 1961  Songs We Taught Your Mother mit Lucille Hegamin und Alberta Hunter Original Blues Classics
- 1962   Victoria Spivey and Her Blues   Spivey
- 1962   A Basket of Blues   Spivey
- 1963   Three Kings and the Queen   Spivey
- 1965   The Queen and Her Knights   Spivey
- 1965   Spivey’s Blues Parade   Spivey
- 1972   Victoria Spivey and Her Blues, Vol. 2   Spivey
- 1990   Victoria Spivey & the Easy Riders Jazz Band   GHB Records
- 1995 American Folk Blues Festival: 1962–1965 mit Big Joe Williams, Lonnie Johnson, Otis Spann, Willie Dixon, Matt "Guitar" Murphy, Memphis Slim Evidence
- 1996 Grind it ! The Ann Arbor Blues Festival Vol.3 mit Roosvelt Sykes Sequel
- 2000  Complete Recorded Works, Vol. 1 (1926–1927) Document
- 2000  Complete Recorded Works, Vol. 2 (1927–1929) Document
- 2000 Complete Recorded Works, Vol. 3 (1929–1936) Document
- 2000 Complete Recorded Works, Vol. 4 (1936–1937)  Document
- 2001 The Essential Classic Blues
- 2003 Queen Victoria 1927–1937 EPM
- 2004 The Legend Ida Cox Victoria Spivey Saar
- 2006   Dope Head Blues Ad   Blues Images
- 2006 Idle Hours mit Lonnie Johnson Obc
- Blues Is Life  Folkways Records